# 宜良墨頭魚
宜良墨頭魚（学名：Garra yiliangensis）为輻鰭魚綱鯉形目鲤科墨头鱼属的其中一種，該物種分布於亞洲中國雲南省宜良縣，體長可達25.5公分，生活習性不明。